# Marius Humelnicu
Marius Humelnicu (n. 22 octombrie 1977, Galați, România) este politician, membru PSD. În organizația PSD Galați, a ocupat funcțiile: Consilier - Șef cabinet deputat "Camera Deputaților", Vicepreședintele Organizației Municipale a PSD Galați, Consilier local în cadrul Primăriei Galați, Vicepreședintele Organizației Județene a PSD Galați. În anul 2009 este numit Director Coordonator în cadrul Direcției pentru sport a Județului Galați. În anul 2013 ocupă funcția de Șef Serviciu A.R.R.– Autoritatea Rutieră Română Galați. În 2015-2016 / 2019  este numit Secretar de stat în Ministerul Transporturilor. Între 2016-2019, Administrator public ( city manager)  al municipiului Galați. Din 2020 este ales senator în Senatul României.

## Biografie
Educație și formare
Decembrie 2015 - Certificat de absolvire – al cursului de formare profesională evaluator de evaluatori - Fundația pentru Învățământ, București, România
2013 – 2015 - Masterand in „Siguranța și performanțele circulației rutiere” - SPCR - Universitatea Tehnică ”Gheorghe Asachi” din Iași – Facultatea de Mecanică; 
Master în ”Siguranța și performanțele circulației rutiere” - SPCR
Septembrie 2014 - ”Arhivarea electronică și arhivarea clasică a documentelor în contextul ultimelor modificări legislative” - T.A.K. EDUCATION GRUP S.R.L
2012 Certificat de absolvire – EXPERT ACHIZITII PUBLICE - Ministerul educației, cercetării, tineretului și sportului, România - Fundația Scoala Româna de Afaceri, Galați, România
2012 Curs de perfecționare ”Responsabil cu gestionarea deșeurilor” in conformitate cu cerințele Legii nr. 211/2011 - Fundația Școala Româna de Afaceri a Camerelor de Comerț și Industrie – Filiala Galați
2008 – 2010 - Masterand în ”Drept și Administrație Publică Europeană” - Facultatatea de Drept din cadrul Universității “Danubius”, Galați, România
1997 – 2002 - Licențiat în Inginerie Managerială și Tehnologică - Facultatea de Mecanică din cadrul Universității ”Dunărea de Jos” Galați
1991 – 1997 - Diplomă de Bacalaureat - ”Liceul cu Program Sportiv” Galați
Experiență profesională
2020 -2024; 2024 - prezent - Senator - Parlamentul României
-       Membru Adunarea Parlamentară a Cooperării Economice a Mării Negre (APCEMN) - martie 2025 - prezent
-       Secretar al Senatului României 2023 – 2024
-       Președinte al Comisiei pentru muncă, familie și protecție socială 2024 - prezent
-       Membru al Comisiei pentru transporturi și infrastructură 2021 – prezent
-       Președinte al Comisiei pentru comunicații, tehnologia Informației și inteligență artificială 2020 -2023, membru 2023 – prezent
-       Membru al Comisiei pentru românii de pretutindeni – 2020 -2023
-       Membru al Comisiei pentru energie, infrastructură energetică și resurse minerale – 2020 - 2021
Octombrie 2020 – Decembrie 2020 - Viceprimar al Municipiului Galati - Primăria Municipiului Galați
Decembrie 2019 – Septembrie 2020 - City Manager al Municipiului Galați - Primăria Municipiului Galați
August 2019 – Noiembrie 2019 - Secretar de Stat la Ministerul Transporturilor
Septembrie 2019 - Președinte primul grup de lucru în domeniul transporturilor în cadrul Inițiativei celor Trei Mări
August 2016 - 2019 - City Manager al Municipiului Galați - Primăria Municipiului Galați
- Manager proiect e-ticketing ”Furnizarea Sistemelor de Colectare Automată a Tarifelor de Călătorie, de Informare a Pasagerilor și de Management al Flotei de Vehicule pentru Municipiul Galați”
Iunie 2016 –Iulie 2016 - Șef Agenție Jud. Galati - A.R.R. – Autoritatea Rutiera Romana, Agenția Galați
August 2015 – Mai 2016 - secretar de stat în cadrul Ministerului Transporturilor. Atribuții:
-       ordonator principal de credite pentru activitățile din domeniile rutier și naval, precum și pentru structurile organizatorice și unitățile stabilite.
- Președintele Consiliului Tehnico-Economic al Ministerului Transporturilor.
- Președintele Consiliului Dialog Social al Ministerului Transporturilor.
-       Ordonator principal de credite pentru aprobarea bugetului de stat consolidat al Ministerului Transporturilor, inclusiv aprobarea modificărilor efectuate în structura acestuia, prin virări, redistribuiri, repartizării de credite bugetare, precum și aprobarea angajării sumelor, a cererilor de deschidere și a ordonanțărilor de plată din titlul 56 -"Administrația centrală".
-       Coordonator național Arie prioritara 1A - ape interioare al Strategiei Uniunii Europene pentru Regiunea Dunării (SUERD) cu atribuții de coordonare, monitorizare și sprijinire în îndeplinirea activităților care decurg din Strategia Uniunii Europene pentru Regiunea Dunării, la nivelul Ministerului Transporturilor.
-       Ordonator principal de credite pentru activitățile din domeniile aerian și naval, precum și pentru structurile organizatorice și unitățile stabilite.
2013 –2015 - Șef Agenție Jud. Galati - A.R.R. – Autoritatea Rutieră Română, Agenția Galați
2012 – iulie 2015 - Consilier local - Consiliul Local Galați – Primăria Municipiului Galați
Martie 2011 – 2013 - Director Tehnic - S.C. Mercury Sof S.R.L. – Galați
2010 – 2011 - Consilier – Șef cabinet deputat - Camera Deputaților 
Mai 2009 – februarie 2010 - Director coordonator - Direcția pentru sport a județului Galați
2009 - Consilier – Șef cabinet deputat - Camera Deputatilor
2007 – 2008 - Administrator ”Education After School” – Galați
1991 – 2007 - Sport de performanță
Note
Conferința spațială globală privind schimbările climatice (GLOC) - GLOC 2023 https://www.senat.ro/StiriSenatDetaliu.aspx?ID=BDCE9EE8-B759-4481-BA3E-8E3B0490E736
Congresul Internațional de Astronautică 2023: https://www.iafastro.org/biographie/marius-humelnicu.html
CONFERINȚA "DIGITALIZAREA ROMÂNIEI" 2023: https://www.bursa.ro/conferinta-digita
Conferința spațială globală privind schimbările climatice (GLOC) - GLOC 2023romaniei-marius-humelnicu-senator-trebuie-sa-crestem-competentele-digitale-ale-tuturor-cetatenilor-46691057
Numire secretar Senat 2023: https://www.bursa.ro/conferinta-digitalizarea-romaniei-marius-humelnicu-senator-trebuie-sa-crestem-competentele-digitale-ale-tuturor-cetatenilor-46691057
Numire secretar de stat 2019: https://www.bursa.ro/conferinta-digitalizarea-romaniei-marius-humelnicu-senator-trebuie-sa-crestem-competentele-digitale-ale-tuturor-cetatenilor-46691057
Numire secretar de stat 2015: https://lege5.ro/Gratuit/g42tgojwgu/decizia-nr-195-2015-privind-numirea-domnului-marius-humelnicu-in-functia-de-secretar-de-stat-la-ministerul-transporturilor
Grup de lucru interministerial SUERD https://www.mae.ro/sites/default/files/file/suerd/lista_grup_lucru_interministerial_suerd.pdf
Al 6-lea Forum Anual al Strategiei UE pentru Regiunea Dunării https://www.tehnopol-gl.ro/en/the-6th-annual-forum-of-the-eu-strategy-for-the-danube-region
Viceprimar https://adevarul.ro/stiri-locale/galati/au-fost-alesi-viceprimarii-si-comisiile-de-2056660.html

## Controverse
Pe 19 iunie 2025 Marius Humelnicu a fost trimis în judecată de Parchetul de pe lângă Înalta Curte de Casație și Justiție pentru conducere a unui vehicul cu permisul suspendat.

1. ↑  „trimitere”.